# Faith (入野自由の曲)
「Faith」（フェイス）は、入野自由の1作目のシングル。2009年11月25日にKiramuneから発売された。

## 概要
自身初のシングルであり、3曲入りのマキシシングルである。
初回限定盤と通常盤の2種リリースであり、初回限定盤には、PVが収録されているDVDが同梱された。

## 収録曲
1. Faith [4:26]
作詞：こだまさおり、作曲・編曲：Tom-H@ck
2. if [4:17]
作詞：下地悠、作曲：綾部薫、編曲：斎藤悠弥
3. キミヲモフ [2:35]
作詞・作曲・編曲：藤末樹

## DVD
- 初回限定盤のみに同梱。

1. Faith（PV）